# سسک تاج‌آتشی معمولی
سسک تاج‌آتشی معمولی (نام علمی: Regulus ignicapillus) نام یک گونه از سرده سسک‌های تاجی است.